# Мешари
Мешари (на албански: Meshari, в превод „католически мисал“) е най-старата публикувана книга на албански език.
Книгата е произведение от Гьон Бузуку (Gjon Buzuku), католически свещеник през 1555 г. Състои се от 188 страници, изписани с две колони. „Мешари“ представлява превод на основните части от католическата литургия на албански. Съдържа литургиите на основните религиозни празници през годината, коментари от книгата с молитви, откъси от Библията и откъси от ритуалите и катехизиса. Написана е, за да помогне на християните да се молят по време на дневните религиозни служби. Единственият известен оригинален екземпляр на книгата се намира във Ватиканската библиотека.
Написана е на албанския диалект „геги“, като са ползвани латиницата, буква от кирилицата (ћ) и няколко променени букви. Има богат език, а нейните ортография и граматически форми са добре установени, което е индикация за ранната традиция в писането на албански език. Диалектът геги е сред основните обекти на трудовете на Селман Риза.

## Откриване
„Мешари“ е открита през 1740 г. от Гьон Никола Казази, след това отново изгубена и е открита отново през 1909 г. Фотокопирана е за първи път (1930) от отец Джъстин Рота (Justin Rrota), който донася копие в Албания. През 1968 г. е публикувана с транслитерации и коментари от лингвисти.